# Casa Rossend Capellades
La Casa Rossend Capellades és un edifici situat al carrer de la Diputació, 383 de Barcelona, inclòs a l'Inventari del Patrimoni Arquitectònic de Catalunya. Actualment és ocupat per l'Hotel Carlit.

## Història
Va ser projectat el 1897 per l'arquitecte Josep Pérez i Terraza per al constructor Rossend Capellades. El 2002 va ser completament reformat per a convertir-lo en hotel.

## Descripció
Consta de planta baixa i cinc pisos amb terrat. La façana, estructura les seves obertures en tres eixos verticals de ritme regular, formant una composició axial al voltant de l'accés principal. La planta baixa s'obre al carrer per mitjà de tres grans portals de pedra, actualment només sent practicable com accés el central. Els laterals, que originàriament deurien funcionar com botigues, estan tancats per un vidre fix.
La resta de plantes, amb el parament revestit d'un colorit estuc que imita carreus, es divideixen en dos trams separats pel balcó corregut de la tercera planta. Les dues primeres, amb obertures d'alçada superior, presenten un balcó corregut al nivell inferior i balcons individuals al superior. Entre aquests balcons i el balcó corregut de la tercera planta hi ha quatre plafons esgrafiats amb un drac ornat amb motius vegetals. Les dues últimes plantes presenten tres balcons simples per planta, amb el voladís més petit que les plantes inferiors. Totes les obertures estan tancades per baranes de ferro amb decoració vegetal.
El coronament s'emmarca amb un frontó semicircular que fa de barana del terrat, amb les parts més baixes dels costats complementades per baranes de ferro. El timpà esta ornat amb esgrafiats de motius vegetals i florals rematats a la part superior per roses esculpides en pedra. Als petits pilars a manera de merlets que sostenen les baranes del terrat hi ha inscrits uns símbols de difícil interpretació. Els dels costats semblen «c» invertides, i els dos centrals «8» i «9». Els dos números centrals quadren amb la data de construcció de l'edifici, 1897.
Tot l'interior va ser reformat per a transformar-lo en hotel, conservant-se la façana original. El vestíbul ha estat completament modificat, però en canvi, la paret mitgera esquerra ha estat repicada, deixant al descobert el parament original de maó.